# Morges Bandits
I Morges Bandits sono una squadra svizzera di football americano e flag football di Morges militante in NSFL, fondata nel 2006.

## Dettaglio stagioni

### Tackle football

#### Tornei nazionali

##### Campionato

###### Lega C
| Stagione | regular season | regular season | regular season | regular season | regular season | regular season | playoff | playoff | playoff | playoff | playoff | playoff    | playoff             |
|          | Vin            | Par            | Per            | Tot            | PF             | PS             | Vin     | Per     | Tot     | PF      | PS      | risultato  | avversaria          |
| -------- | -------------- | -------------- | -------------- | -------------- | -------------- | -------------- | ------- | ------- | ------- | ------- | ------- | ---------- | ------------------- |
| 2018     | 6              | 0              | 2              | 8              | 237            | 101            | -       | -       | -       | -       | -       | -          | -                   |
| 2019     | 4              | 0              | 1              | 5              | 127            | 56             | 1       | 1       | 2       | 28      | 66      | Semifinale | Lausanne LUCAF Owls |
| 2021     | 3              | 0              | 2              | 5              | 111            | 111            | 0       | 1       | 1       | 12      | 32      | Semifinale | Schaffhausen Sharks |
| 2022     | 5              | 0              | 5              | 10             | 252            | 204            | -       | -       | -       | -       | -       | -          | -                   |
| 2023     | 3              | 0              | 5              | 8              | 94             | 201            | -       | -       | -       | -       | -       | -          | -                   |
| Totale   | 21             | 0              | 15             | 36             | 821            | 673            | 1       | 2       | 3       | 40      | 98      |            |                     |

Fonte: Sito storico SAFV

#### Tornei locali

##### NSFL

###### NSFL Tackle Élite
| Stagione | regular season | regular season | regular season | regular season | regular season | regular season | playoff | playoff | playoff | playoff | playoff | playoff       | playoff             |
|          | Vin            | Par            | Per            | Tot            | PF             | PS             | Vin     | Per     | Tot     | PF      | PS      | risultato     | avversaria          |
| -------- | -------------- | -------------- | -------------- | -------------- | -------------- | -------------- | ------- | ------- | ------- | ------- | ------- | ------------- | ------------------- |
| 2007     | 0              | 0              | 7              | 7              | 12             | 246            | -       | -       | -       | -       | -       | -             | -                   |
| 2008     | 1              | 0              | 5              | 6              | 62             | 167            | 0       | 1       | 1       | 0       | 34      | Sesto posto   | La Côte Centurions  |
| 2009     | 1              | 0              | 7              | 8              | 62             | 256            | -       | -       | -       | -       | -       | -             | -                   |
| 2010     | 0              | 0              | 7              | 7              | 106            | 273            | -       | -       | -       | -       | -       | -             | -                   |
| 2011     | 0              | 0              | 8              | 8              | 45             | 337            | -       | -       | -       | -       | -       | -             | -                   |
| 2012     | 3              | 0              | 6              | 9              | 139            | 184            | -       | -       | -       | -       | -       | -             | -                   |
| 2013     | 2              | 0              | 6              | 8              | 87             | 203            | -       | -       | -       | -       | -       | -             | -                   |
| 2014     | 1              | 0              | 6              | 7              | 62             | 141            | -       | -       | -       | -       | -       | -             | -                   |
| 2015     | 4              | 0              | 4              | 8              | 141            | 113            | -       | -       | -       | -       | -       | -             | -                   |
| 2016     | 4              | 0              | 1              | 5              | 136            | 31             | 1       | 1       | 2       | 33      | 46      | Secondo posto | Lausanne LUCAF Owls |
| 2017     | 7              | 0              | 0              | 7              | 217            | 62             | 2       | 0       | 2       | 32      | 14      | Campioni      | Yverdon Ducs        |
| 2019     | 1              | 0              | 1              | 2              | 13             | 27             | -       | -       | -       | -       | -       | Secondo posto | Luzern Lions        |
| Totale   | 24             | 0              | 58             | 82             | 1082           | 2040           | 3       | 2       | 5       | 65      | 94      |               |                     |

Fonte: Sito storico SAFV

### Flag football

#### Tornei locali

##### NSFL

###### NSFL Flag Élite
| Stagione | regular season | regular season | regular season | regular season | regular season | regular season | playoff | playoff | playoff | playoff | playoff | playoff   | playoff      |
|          | Vin            | Par            | Per            | Tot            | PF             | PS             | Vin     | Per     | Tot     | PF      | PS      | risultato | avversaria   |
| -------- | -------------- | -------------- | -------------- | -------------- | -------------- | -------------- | ------- | ------- | ------- | ------- | ------- | --------- | ------------ |
| 2007     | 3              | 0              | 2              | 5              | 40             | 28             | 1       | 1       | 2       | 66      | 78      | NSFL Bowl | Yverdon Ducs |
| 2007     | 1              | 0              | 4              | 5              | 12             | 54             | -       | -       | -       | -       | -       | -         | -            |
| Totale   | 4              | 0              | 6              | 10             | 52             | 82             | 1       | 1       | 2       | 66      | 78      |           |              |

Fonte: Sito storico SAFV

### Riepilogo fasi finali disputate
| Anno            | Luogo            | Evento            | Fase del torneo      | Incontro                             | Risultato |
| 13 maggio 2007  | La Tour-de-Peilz | NSFL Flag Élite   | NSFL Bowl            | Yverdon Ducs - Morges Capone         | 36 - 20   |
| 2 novembre 2008 | Losanna          | NSFL Tackle Élite | Finale 5º - 6º posto | La Côte Centurions - Morges Bandits  | 34 - 0    |
| 23 ottobre 2016 | Plan-les-Ouates  | NSFL Tackle Élite | NSFL Bowl            | Lausanne LUCAF Owls - Morges Bandits | 40 - 0    |
| 5 novembre 2017 | Morges           | NSFL Tackle Élite | NSFL Bowl            | Yverdon Ducs - Morges Bandits        | 14 - 17   |
| 30 giugno 2019  |                  | Lega C            | Semifinale           | Lausanne LUCAF Owls - Morges Bandits | 54 - 0    |
| 17 ottobre 2021 |                  | Lega C            | Semifinale           | Schaffhausen Sharks - Morges Bandits | 32 - 12   |

## Palmarès
- 1 NSFL Bowl Tackle Élite (2017)